# Кубок світу з біатлону 2021—2022 — етап 2
Другий етап Кубка світу з біатлону 2021—2022 відбувся в шведському Естерсунді (29 листопада — 5 грудня 2021 року).

## Розклад змагань
| Дата     | Час   | Дисципліна                         |
| -------- | ----- | ---------------------------------- |
| 2 грудня | 14:45 | Спринт серед жінок на 7,5 км       |
| 2 грудня | 17:30 | Спринт серед чоловіків на 10 км    |
| 4 грудня | 14:00 | Персьют серед жінок на 10 км       |
| 4 грудня | 16:10 | Естафета серед чоловіків 4х7,5 км  |
| 5 грудня | 13:35 | Естафета серед жінок 4х7,5 км      |
| 5 грудня | 16:15 | Персьют серед чоловіків на 12,5 км |

## Підсумки

### Спринт серед жінок
| #     | Країна    | Спортсменка        | Час (відставання) | Штраф   | Примітки |
| ----- | --------- | ------------------ | ----------------- | ------- | -------- |
| 1     | Австрія   | Ліза-Тереза Гаузер | 19:30.2           | 0 (0+0) |          |
| 2     | Швеція    | Ельвіра Еберг      | +12.5             | 2 (1+1) |          |
| 3     | Білорусь  | Анна Сола          | +14.4             | 1 (0+1) |          |
| 4     | Білорусь  | Дінара Алімбекова  | +20.6             | 0 (0+0) |          |
| 5     | Німеччина | Франциска Пройс    | +24.2             | 1 (0+1) |          |
| 6     | Франція   | Анаїс Шевальє-Буше | +27.8             | 1 (0+1) |          |
| 7     | Швеція    | Лінн Перссон       | +34.4             | 0 (0+0) |          |
| 8     | Франція   | Клое Шевальє       | +38.1             | 0 (0+0) |          |
| 9     | Німеччина | Деніз Геррманн     | +43.1             | 1 (1+0) |          |
| 10    | Німеччина | Ванесса Фогт       | +44.4             | 0 (0+0) |          |
| . . . |           |                    |                   |         |          |
| 19    | Україна   | Юлія Джима         | +59.6             | 1 (0+1) |          |